# آشپزی درجه یک

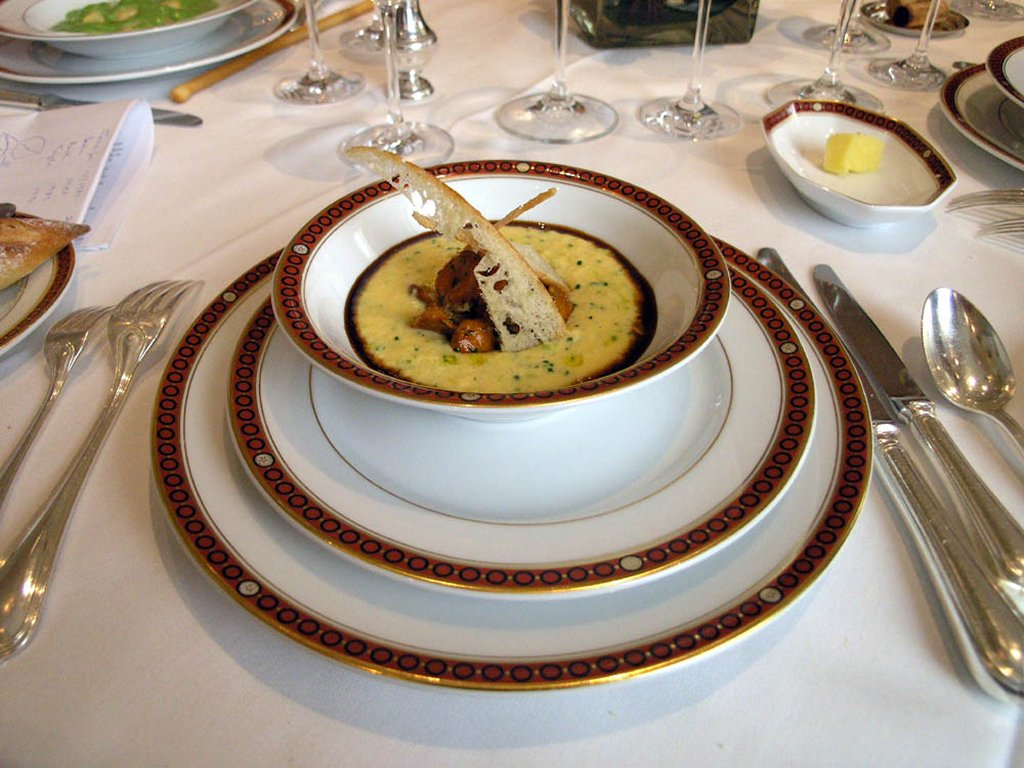
نمونه‌ای از یک غذای بسیار باکیفیت ۳ ستاره که نمونه‌ای از استانداردهای پذیرایی عالی، پخت‌وپز دقیق و آشپزی پیچیده و درجهٔ یک فرانسوی است.

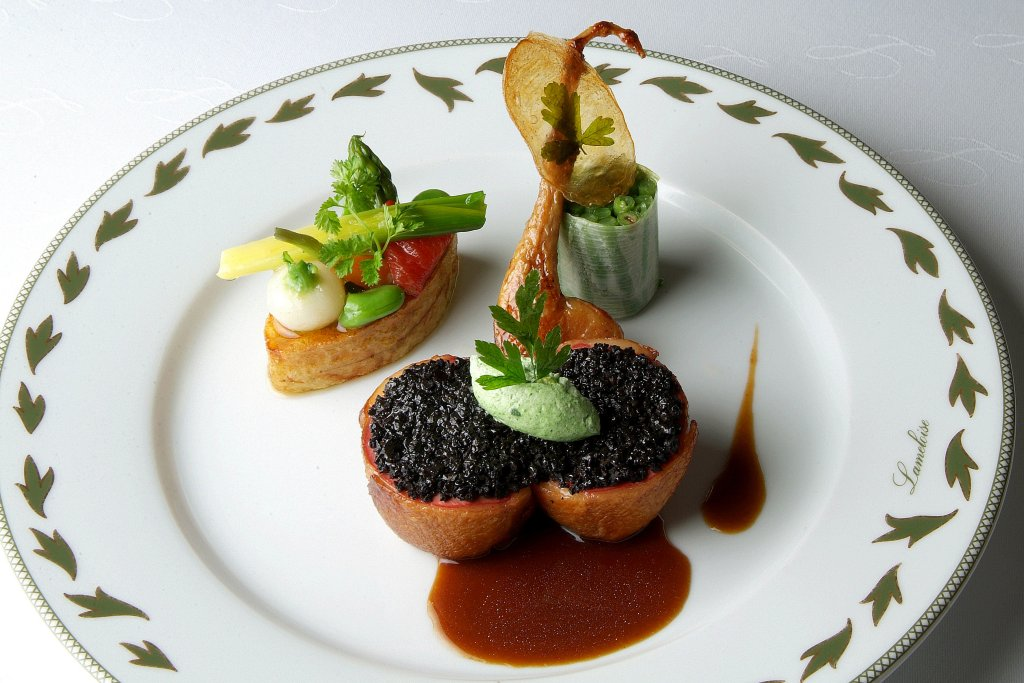
نمونه‌ای از آشپزی نوین در بشقابی از غذاهای جدید باکیفیت و به‌زیبایی تزئین و ارائه‌شده که ژاک لامه‌لوآز (یک سرآشپز سه ستاره میشلن) آن را تهیه کرده است.

آشپزی درجه یک (فرانسوی: Haute cuisine‎؛ ‏فرانسوی: [ot kɥizin]؛ ‏ معنای تحت‌اللفظی: آشپزی سطح بالا) یا آشپزی عالی سبکی از آشپزی است که با آماده‌سازی دقیق، ارائه مفصل و با توجه به جزئیات و همچنین به‌کارگیری مواد اولیهٔ درجهٔ یک و با کیفیت بالا مشخص می‌شود. این سبک آشپزی به‌طور معمول توسط سرآشپزهای بسیار ماهر و خوراک‌شناس تهیه می‌شود و غذاهای تهیه‌شده با این روش به‌دلیل کیفیت بالای خود بسیار محبوب هستند و اغلب با قیمت‌های بالا ارائه می‌شوند.

## تاریخچه اولیه
آشپزی درجه یک به معنی پخت‌وپز و صرف غذاهایی است که با دقت بسیار از مواد اولیه معمولی یا درجه یک تهیه‌شده و توسط سرآشپزهای متخصص و متبحر آماده می‌شود و افرادی که توانایی مالی لازم را برای این کار دارند، آنها را سفارش می‌دهند. این سبک آشپزی ریشه در زندگی سلطنتی و بورژوازی و توانایی اَشراف برای مکاشفه و تهیه غذاهای آماده با طعم‌های نامعمول، خارق‌العاده، متنوع و شبیه به شگفتی‌های معماری، دارد. فرق آشپزی درجه یک با آشپزی معمولی فرانسوی در کیفیت غذاهایی است که پخته و سرو می‌شوند، با مواد اولیه ممتاز همچون میوه‌های خارج از فصل و همچنین استفاده از موادی اولیه‌ای که معمولاً در فرانسه یافت نمی‌شوند.
این سبک از آشپزی متأثر از آشپزی فرانسوی با آماده‌سازی‌ها و ارائه‌های مفصل و پر از جزئیات است که غذاهای کوچک و متعددی را که توسط کارکنان آشپزخانه طی سلسله مراتبی تهیه می‌شود، ارائه می‌کند و از لحاظ تاریخی در رستوران‌ها و هتل‌های بزرگ اروپا سرو می‌شد. خوراک تهیه‌شده بسیار غنی و مجلل بود، با سس‌هایی که از کره، خامه و آرد درست می‌شدند، که اساس بسیاری از سس‌های معمولی فرانسوی است که هنوز هم استفاده می‌شود. سرآشپز و نویسنده قرن هفدهم فرانسوا پیر لا وارن (۱۶۱۵–۱۶۷۸) آغازکنندهٔ تغییر از آشپزی قرون وسطایی به پخت غذاهای سبک‌تر و پذیرایی ساده‌تر بود. پس از آن، ماری آنتوان کارم (۱۷۸۴–۱۸۳۳) نیز آثاری در مورد آشپزی منتشر کرد و او غذاهای قدیمی و حتی پیچیده‌تر را ساده و مدون کرد. آشپزی درجه یک فرانسوی قرن نوزدهم با توسعه غذاخوری‌های خوب در بریتانیا ارتباط داشت.
برخلاف باورهای نادرست عامیانه کاترین مدیچی نقشی در ایجاد «آشپزی درجه یک فرانسوی» با آوردن پخت‌وپز ایتالیایی به آن نداشت.

## آشپزی کلاسیک
اوگوست اسکوفیه یکی از شخصیت‌های اصلی در مدرن‌سازی «آشپزی درجه یک فرانسوی» از حوالی سال ۱۹۰۰ میلادی است که تحتِ عنوانِ «آشپزی کلاسیک» (فرانسوی: Cuisine classique‎) شهرت یافت. سرانجام دهه ۱۹۶۰ سرآغازی برای ظهور غذاهای جدید بود، زیرا سرآشپزها از سنت سخت‌گیرانه و پیچیدگی روش‌های اسکوفیه خسته و عاصی بودند.

## آشپزی نوین
اگرچه اصطلاح «آشپزی نوین» (فرانسوی: Nouvelle cuisine‎) در گذشته هم استفاده می‌شد، اما به‌کارگیری مدرن و معاصر آن را می‌توان به نویسندگان آندره گایو، آنری گو و کریستیان میو نسبت داد که از عبارت «آشپزی نوین» برای توصیف سبک آشپزی سرآشپزان نامداری چون پل بوکوز، آلن شاپل، پیر تروآگرو، میشل گرار، روژه ورژه، ریمون الیور و بسیاری دیگر که همگی شاگردان فرنان پوآن بودند، استفاده کردند. «آشپزی نوین» جنبشی به‌سوی مفهوم‌گرایی و مینیمالیسم بود؛ بدین صورت که منوها به‌طور کوتاه و مختصر بودند، اما غذاها از ترکیب‌بندی غذایی مبتکرانه‌تری داشت و مُلهِم از خوراک‌های محلی بودند.